# Saybag
| Uigurische Bezeichnung          | Uigurische Bezeichnung |
| ------------------------------- | ---------------------- |
| Arabisch-Persisch (Kona Yeziⱪ): | سايباغ رايونى          |
| Lateinisch (Yengi Yeziⱪ):       | Saybaƣ Rayoni          |
| offizielle Schreibweise (VRCh): | Saybag                 |
| Chinesische Bezeichnung         |                        |
| Kurzzeichen:                    | 沙依巴克区             |
| Umschrift in Pinyin:            | Shāyībākè Qū           |

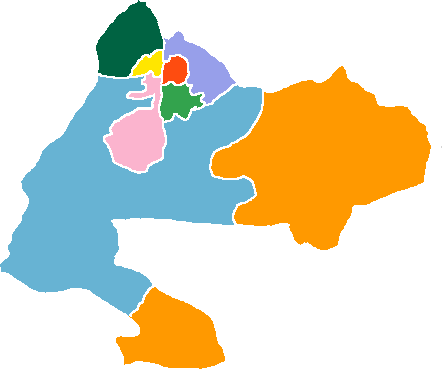
Lage von Saybag im Gebiet der Stadt Ürümqi

Saybag ist ein Stadtbezirk der bezirksfreien Stadt Ürümqi im Uigurischen Autonomen Gebiet Xinjiang in der Volksrepublik China. Er hat eine Fläche von 422,47 km² und zählt 664.716 Einwohner (Stand: Zensus 2010).

## Administrative Gliederung
Saybag setzt sich auf Gemeindeebene aus 15 Straßenvierteln zusammen. Diese sind:
- Straßenviertel Bayi (八一街道)
- Straßenviertel Changjianglu (长江路街道)
- Straßenviertel Hongmiaozi (红庙子街道)
- Straßenviertel Hotanjie (和田街街道)
- Straßenviertel Luyuanjie (炉院街街道)
- Straßenviertel Xishan (西山街道)
- Straßenviertel Yamalikshan (雅玛里克山街道)
- Straßenviertel Yangzijianglu (扬子江路街道)
- Straßenviertel Youhao Beilu (友好北路街道)
- Straßenviertel Youhao Nanlu (友好南路街道)
- Straßenviertel Changshengdong (长胜东街道)
- Straßenviertel Changshengxi (长胜西街道)
- Straßenviertel Changshengnan (长胜南街道)
- Straßenviertel Huanweilu (环卫路街道)
- Straßenviertel Qimashan (骑马山街道)